# 무치오 클레멘티

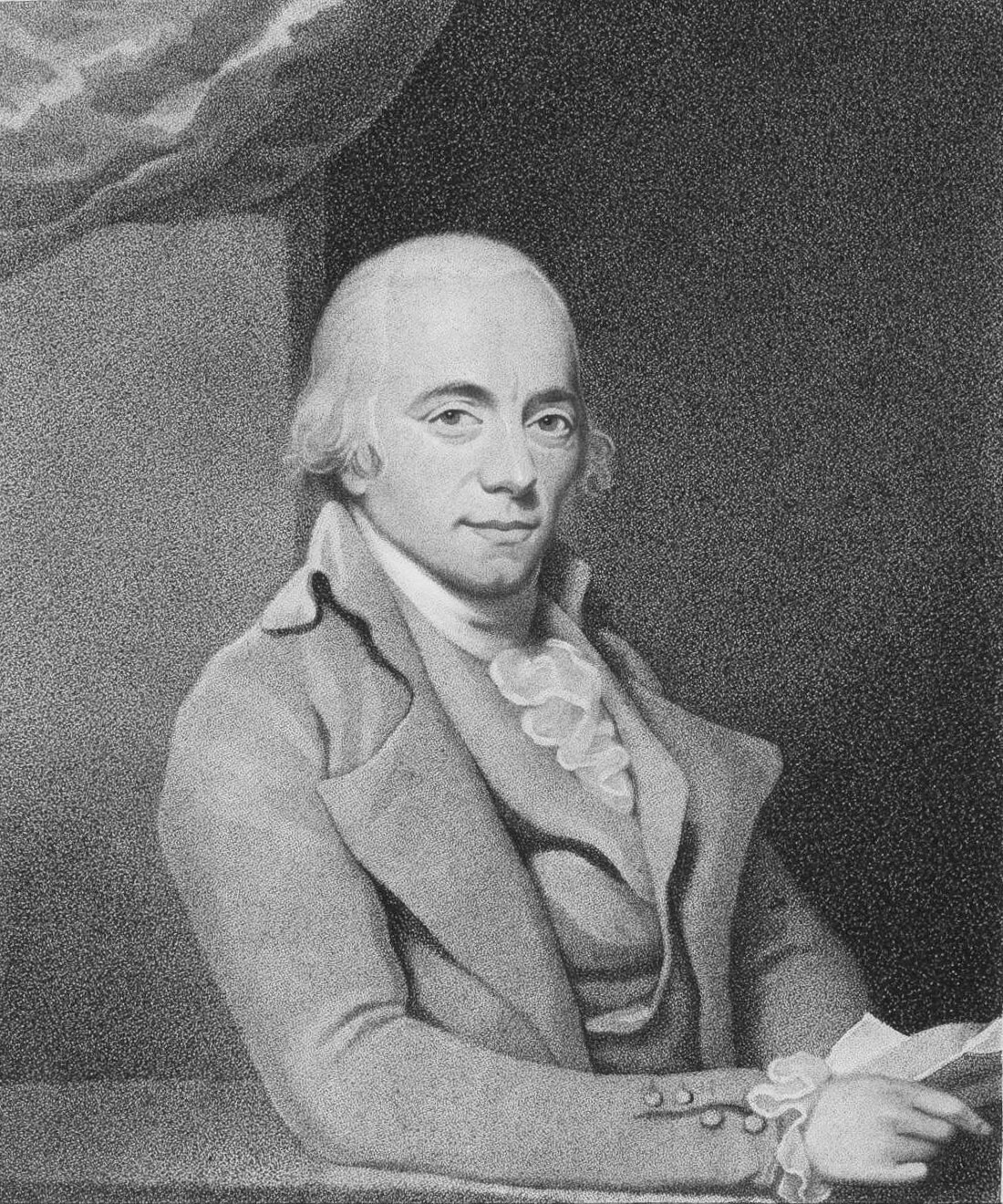
무치오 클레멘티

무치오 클레멘티(이탈리아어: Muzio Clementi, 1752년 1월 24일 - 1832년 3월 10일)는 이탈리아의 피아니스트이며 작곡가이다.

## 생애
1752년 이탈리아 로마에서 태어났다. 신동(神童)으로 9세에 오르가니스트 지위를 차지했고, 12세에 오라토리오와 미사 등 복잡한 큰 곡을 작곡하여 출생지 로마에서 센세이션을 일으켰다. 14세에 영국에 건너가 더욱 연찬을 쌓아 21세에 런던에서 데뷔하여 명 피아니스트의 이름을 날렸다. 1780년까지 런던에서 피아노 연주생활과 교사생활을 하는 한편, 이탈리아 오페라의 지휘자로도 활약하였다 1781년 29세 때 유럽 각지로 연주 여행을 떠났을 때 빈에서 25세의 모차르트와 피아노 경연을 벌인 이야기는 유명하다. 모차르트는 클레멘티 연주를 "기계적이며 음악성이 없다"라고 평했으나 클레멘티측에서는 모차르트를 정당하게 평하였다고 한다. 이후 런던을 중심으로 활약하여 후진지도에도 힘을 써서 유능한 제자를 키워냈다. 클레멘티의 역사적 역할은 근대적인 피아노 연주기술을 확립한 점에 있다. 피아노 연습곡의 명저 <그라두스 아드 파르나슴>은 오늘날도 사용되고 있다. 또한 베토벤은 클레멘티의 피아노 소나타를 아껴 간결한 형식, 정신의 새로움 등 배울 점이 많다고 칭찬했다.
1782∼1802년 다시 영국에 거주하면서 지휘자 ·피아니스트 ·교사로 활약하다가 1802년에는 제자 J.필드와 함께 러시아를 방문, 열광적인 환영을 받았다. 그 후 한동안 이탈리아에 머물렀다가 10년 런던으로 돌아가 정착하였으며, 그 뒤 음악출판업과 피아노 제조업에 전념하면서 작곡도 하였다.

## 작품
작품으로는 교향곡과 실내악곡도 남겼으나 가장 중요한 것은 피아노 소나타로 현재 64곡이 남아 있으며 거기서는 균형감, 간결하고 조화된 표현법, 순수하고 엄격한 형식감 등을 엿볼 수 있다.

## 참고 자료
- 이 문서에는 다음커뮤니케이션(현 카카오)에서 GFDL 또는 CC-SA 라이선스로 배포한 글로벌 세계대백과사전의 내용을 기초로 작성된 글이 포함되어 있습니다.